# باب السلام

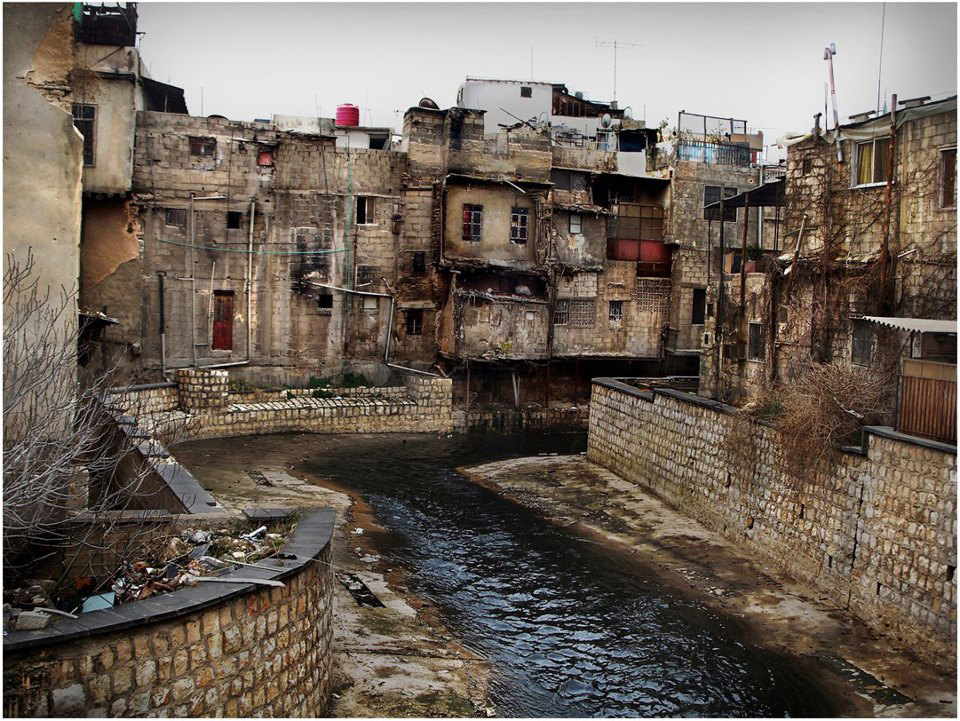
نهر بردى في حيّ باب السلام بدمشق القديمة.

باب السلام في دمشق هو أحد أبواب مدينة دمشق القديمة في سوريا.

## تسمية الباب وتاريخه
سمي الباب بالسلام حسب رواية ابن عساكر، لكن اختلفت الروايات حول أصله فقال البعض انه من أصل روماني، حسب أبواب دمشق القديمة التي تعود للعصر الروماني. إلا أن آخرين قالوا ان نور الدين زنكي قد يكون هو أول من أنشأه سنة 1164 م ثم جدده الملك الصالح أيوب سنة 1243 م، وهو ثاني باب أيوبي أنشئ بعد باب توما، ويشبهه بقوسه وكوته وشرفتيه ويمتاز عنه أنه لم يرسم في عهد المماليك، ولم يزل في حالة جيدة.

## الموقع
يقع باب السلام إلى الشرق من باب الفراديس على منعطف من السور (سور دمشق) يجعل اتجاهه نحو الشرق باتجاه الغوطه الشرقية من المدينة.